# 보비 젱크스
로버트 스콧 젱크스(영어: Robert Scott Jenks, 1981년 3월 14일 ~ 2025년 7월 4일)는 미국의 프로 야구 투수이자 코치였다. 그는 2005년부터 2011년까지 메이저 리그 베이스볼(MLB)에서 시카고 화이트삭스와 보스턴 레드삭스 소속으로 뛰었다. 구원 투수인 젱크스는 경력의 대부분을 마무리 투수로 활동했으며, 화이트삭스 투수 중 역대 세이브 2위를 기록했다. 젱크스는 올스타에 두 번 선정되었다.
젱크스는 2005년 메이저리그에 데뷔하여 그해 화이트삭스의 월드 시리즈 우승팀의 일원이었고, 4차전에서 우승을 확정하는 아웃을 기록했다. 2007년에는 연속 타자 은퇴(41명) 부문에서 새로운 메이저리그 기록을 세웠고, 이 기록은 2009년까지 유지되었다. Baseball Almanac에 따르면, 그의 가장 빠른 투구는 2005년 8월 27일 세이프코 필드에서 시속 102 마일 매 시 (164 km/h)로 측정되었다. 그는 또한 슬라이더, 체인지업, 그리고 강하고 날카로운 커브볼을 던졌다. 은퇴 후, 젱크스는 파이오니어 리그에서 투수 코치와 감독으로 활동했다.

## 아마추어 경력
젱크스는 아이다호주 스피릿 레이크의 팀버레이크 고등학교와 워싱턴주 켄모어의 잉글무어 고등학교에 다녔지만, 성적 부진으로 야구를 할 수 없었다. 젱크스는 학업 부진으로 고등학교 경력의 남은 기간 동안 야구를 할 수 없었기 때문에 아메리칸 리전 베이스볼에서 뛰었고, 그곳에서 스카우트들의 관심을 받았다.

## 프로 경력

### 애너하임 에인절스
애너하임 에인절스는 2000년 메이저 리그 베이스볼 드래프트 5라운드에서 전체 140순위로 젱크스를 지명했다. 한 마이너 리그 경기에서 레이더 건은 그의 패스트볼을 시속 100 마일 매 시 (160 km/h)로 측정했다. 에인절스 조직에서 뛰는 동안 젱크스는 강한 투구로 인한 팔꿈치 부담 때문에 많은 시간을 부상자 명단에서 보냈다. 그는 또한 알코올 및 컨디션 문제도 있었다. 2004년에는 피로 골절을 치료하기 위해 수술을 받았다. 에인절스에서의 그의 경력은 그해 12월 팀에 의해 지명 할당되면서 끝났다.

### 시카고 화이트삭스
2004년 12월 17일, 젱크스는 시카고 화이트삭스에 의해 20,000달러에 웨이버 공시되었다. 그는 2005년 시즌을 시작하기 위해 팀의 더블A 제휴팀인 버밍햄 배런스로 보내져 35경기 출전에서 1승 2패 19세이브 2.85의 평균자책점을 기록했다. 젱크스는 2005년 7월 5일 화이트삭스에 의해 메이저 리그로 승격되었다. 화이트삭스는 2005년 월드 시리즈에 진출했고, 젱크스는 시리즈의 4경기 모두에서 투구했다. 화이트삭스는 휴스턴 애스트로스를 4경기 연속으로 물리치고 시리즈에서 우승했으며, 젱크스는 총 5이닝을 투구하고 시리즈의 마지막 투구를 했다. 그는 1차전과 4차전에서 세이브를 기록했고, 2차전에서 세이브를 날렸고, 3차전 14이닝 경기에서 무실점 11회와 12회를 투구했다.

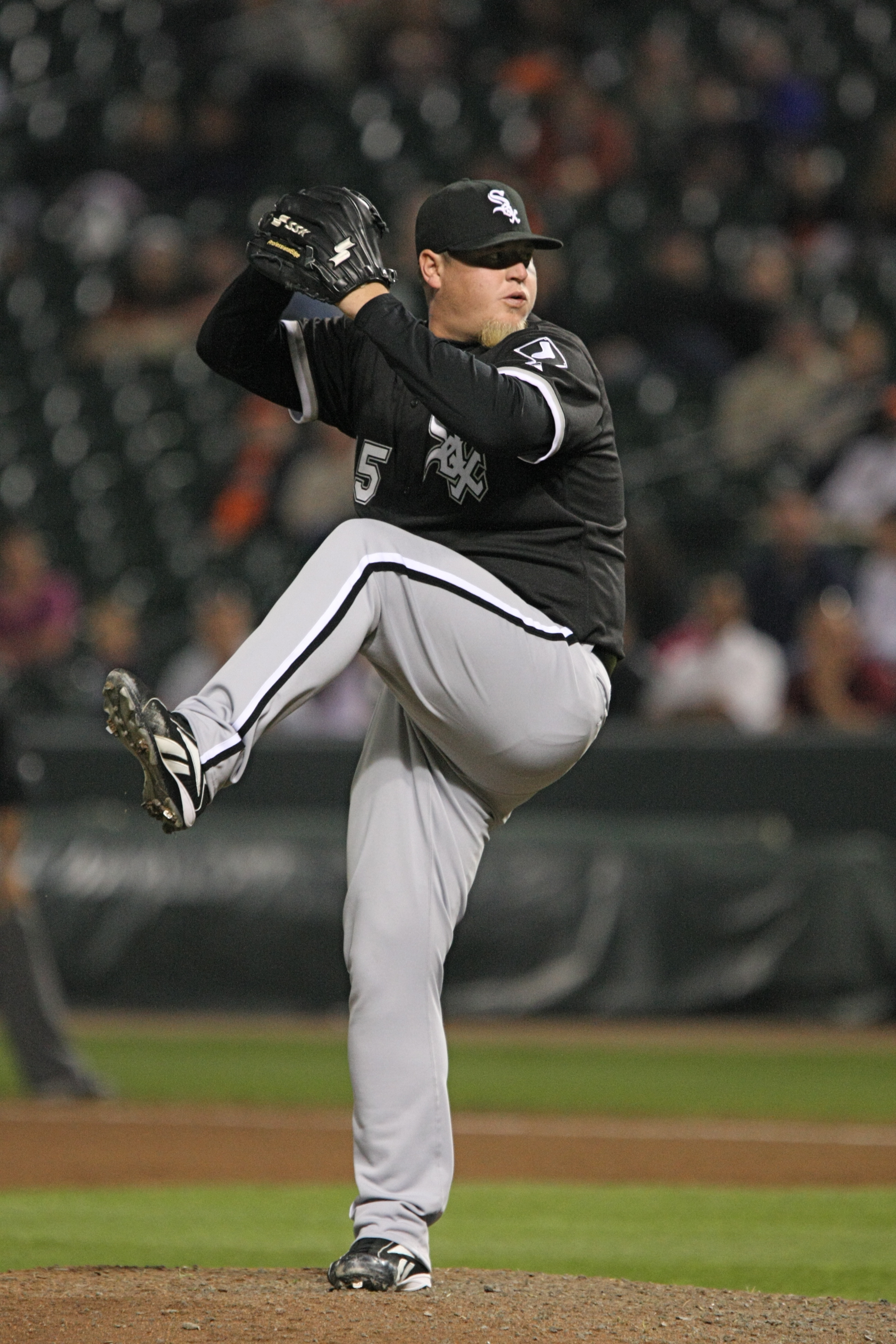
년 시카고 화이트삭스에서 투구하는 젱크스.

2006년, 젱크스는 아메리칸 리그 올스타팀에 선정되었고, 67번의 구원 등판에서 45번의 세이브 기회 중 41번을 성공시키며 3승 4패 4.00의 평균자책점으로 시즌을 마쳤다. 젱크스는 2007년에도 다시 아메리칸 리그 올스타팀에 선정되었다. 2007년 9월 25일, 젱크스는 "DHL 선정 메이저 리그 베이스볼 올해의 배달원상" 최종 후보 10명 중 한 명으로 지명되었다.
2007년, 젱크스는 연속 타자 은퇴 기록을 추구했다. 2007년 8월 10일, 젱크스는 시애틀 매리너스의 스즈키 이치로를 상대로 38번째 연속 타자를 은퇴시키며, 1998년 5월 12일과 1998년 5월 23일 사이에 당시 뉴욕 양키스 소속의 데이비드 웰스가 세운 아메리칸 리그 연속 타자 은퇴 최다 기록과 타이를 이루었다.
2007년 8월 12일, 시애틀 매리너스와의 경기에서 젱크스는 41번째 연속 타자를 은퇴시켰다. 그 타자는 매리너스의 유니에스키 베탄코트였으며, 이로써 샌프란시스코 자이언츠 투수 짐 바가 1972년 8월 23일과 1972년 8월 29일 두 경기에서 세운 메이저리그 기록과 타이를 이루었다. 2007년 8월 20일, 젱크스는 캔자스시티 로열스 외야수 조이 개스라이트에게 안타를 허용하며 41명의 연속 타자 은퇴 기록이 끝났다. 그러나 젱크스는 그 경기에서 세이브를 기록할 수 있었다. 젱크스의 기록은 이전 기록 보유자들이 선발 투수였다는 점에서 독특하다. 웰스의 기록은 1998년 5월 17일 그가 던진 퍼펙트 게임의 앞뒤에 걸쳐 있었다. 바의 기록은 두 경기에 걸쳐 있었으며, 둘 다 노히터가 아니었다. 이와 대조적으로 젱크스는 27일 동안(7월 17일~8월 12일) 14번의 등판에서 완벽했다. 그의 팀 동료인 마크 벌리는 2009년 7월 28일 45명 연속 은퇴로 최다 연속 타자 은퇴 기록을 깼다.
2009년 1월 19일, 젱크스는 중재를 피하고 1년 560만 달러 계약에 서명했다. 그 해 그의 평균자책점은 4.44로 치솟았고, 55번의 등판에서 27세이브와 52+2⁄3이닝 동안 61개의 삼진을 기록했다.
2010년 12월 2일, 화이트삭스는 그에게 계약을 제안하지 않았고 그는 자유계약선수가 되었다.

### 보스턴 레드삭스
2010년 12월 21일, 젱크스는 보스턴 레드삭스와 2년 1,200만 달러 계약을 체결했다. 젱크스는 2011년 내내 부상으로 어려움을 겪었으며, 시즌 동안 세 차례나 부상자 명단에 올랐다. 그를 부상자 명단에 보냈던 이두박근 염좌로 시즌 내내 버티려 했다. 6월 뉴욕 양키스와의 경기에서 그는 4심 패스트볼을 던지려다 부상을 입었는데, 그는 그 고통을 "거의 숟가락이 내 등에 박힌 것 같았다"고 묘사했다. 그는 이때부터 진통제를 복용하기 시작했으며, 주로 퍼코셋이었다고 진술했다. 팀 동료 팀 웨이크필드는 젱크스에게 척추 자기공명영상(MRI) 촬영을 권유했다. 영상은 젱크스의 척추에 신경에 영향을 미치고 석회화되는 힘줄이 있는 골극이 있음을 보여주었다. 그는 곧 혈전이 생겨 폐로 이동했다. 2011년 9월 13일, 레드삭스는 젱크스가 폐 색전증 진단을 받았다고 발표했다. 그는 곧 대장염도 앓게 되었다. 그는 시즌 동안 19경기에 출전하여 2승 2패 평균자책점 6.32를 기록했다.

#### 수술 합병증
2011년 12월 12일, 젱크스는 허리의 골극을 제거하는 수술을 받았다. 젱크스에 따르면, 그는 척추의 두 레벨에 대해 감압 시술을 받을 예정이었다. 그러나 매사추세츠 종합병원(MGH) 정형외과 골 단위 책임자인 커크햄 우드 박사는 두 번째 레벨을 완료하지 못했다. 문제를 악화시킨 것은, 우드가 젱크스의 상처를 닫을 때 그의 등에 톱날 모양의 가장자리를 남겼다는 것이다. 수술 직후, 그 가장자리는 젱크스의 등을 두 곳(특히 경막낭 안의 척수막)에서 절개했다. 이로 인해 뇌척수액이 새고 척추에 감염이 발생하여 뇌간까지 퍼져 거의 그를 죽일 뻔했다. 젱크스는 첫 번째 허리 시술 후 불과 2주 만인 12월 28일 응급 수술을 받아야 했다. 감염과 근육이 "찢어지는" 복합적인 영향으로 젱크스는 3개월 동안 침대에 누워 지냈다. 레드삭스는 젱크스를 60일 부상자 명단에 올렸고, 2012년 시즌 첫 3개월 동안은 출전할 수 없다고 발표했다.
2012년 7월 3일, 젱크스는 레드삭스에서 방출되었다. 그는 2015년에 우드를 의료 과실로 고소했다. 소송 과정에서 젱크스는 우드가 "동시 수술"이라고 불리는 수술에서 자신의 수술과 동시에 마비된 남성을 수술하고 있었다는 것을 알게 되었다. 실제로 다른 환자는 이미 마취 상태였다. 젱크스는 보스턴 글로브에 만약 겹치는 수술 일정을 알았다면 다른 곳에서 골극 수술을 받았을 것이라고 말했다. 2019년 5월 8일, 젱크스는 MGH 및 우드와 510만 달러에 합의했다. 젱크스는 동시 수술로 인해 자신과 다른 환자 모두 허용 가능한 수준의 치료를 받지 못했다고 주장했다. 그는 우드가 마비된 남자에게 가기 위해 자신의 수술을 서둘렀고, "그가 마땅히 조심했어야 할 만큼 조심하지 않았기 때문에" 톱날 모양의 가장자리를 등에 남겼다고 믿었다.
약 1년간의 회복에도 불구하고, 젱크스의 척추 스캔 결과 수술 실패와 수많은 복구 시술로 인해 척추가 너무 약해져 통증 없는 삶을 살기 위해서는 추가 시술이 필요하다는 것이 밝혀졌다. 이 새로운 시술은 그의 등에 플레이트와 나사를 삽입해야 하며, 그가 다시는 투구할 수 있는 모든 기회를 없앨 것이다. 대안은 몇 차례의 물리 치료였지만, 그조차도 그가 다시 마운드에 설 수 있는 상태가 될 것이라는 보장은 없었다. 그는 수술을 선택하고 야구에서 은퇴했다.

## 코치 경력
2021년 5월부터 젱크스는 그랜드 정션 록키스의 투수 코치로 활동했다. 2021년 시즌 후, 그는 전임 감독 지미 존슨의 은퇴로 감독으로 승격되었다. 그는 록키스를 챔피언으로 이끌며 2022년 올해의 감독상을 수상했다. 2023년 시즌을 프린스턴 휘슬피그스의 투수 코치로 보낸 후, 그 해 10월 26일 윈디 시티 썬더볼츠의 감독으로 임명되었다.

## 개인 생활
젱크스는 두 번 결혼했는데, 첫 번째는 아델 롬키와 결혼하여 네 자녀를 두었으며, 이후 엘레니 티치바코스와 결혼하여 2025년 사망할 때까지 함께했다. 젱크스와 티치바코스 사이에는 두 자녀가 있다. 2019년 05월 기준 현재 그는 말리부 (캘리포니아주)에 살고 있었다.
젱크스는 허리 부상 직후 진통제에 중독되었으며, 한때 "하루에 아마도 60개 이상의 알약을 복용했다. 어떤 날은 그보다 적게 복용했을 수도 있다"고 말했다. 2012년 스프링 캠프에 가기 전 일주일 동안 해독을 시도했지만, 해독 다음 날 다시 "약물 공장"을 통해 약을 주문했다. 젱크스는 2019년 플레이어스 트리뷴에 중독 경험에 대해 글을 썼다. 그는 포트마이어스의 아파트에서 스프링 캠프를 위해 혼자 퍼코셋과 앰비엔을 섞어 복용했고, 이로 인해 냉장고에 있던 음식을 바닥에 펼쳐놓고 칼로 TV를 찔렀다고 회상했다. 2012년 3월부터 7월 사이에 그는 진통제 복용 후 음주운전으로 두 번 체포되어 기소되었다. 그의 가족은 5월에 개입을 시도했고, 그는 입원 재활을 받았다. 그는 결국 자신과 다른 사람들에게 알코올 중독자이자 약물 중독자임을 인정했으며, 2013년 수술 후 이혼과 우울증을 겪었다. 2019년 현재 그는 7년 3개월 동안 금주 중이며, 자신의 경력을 거의 끝낸 시술과 같은 동시 수술 금지를 주장하고 있다.
젱크스는 퍼시픽팰리세이즈로 이사했고, 그곳의 집이 2025년 팰리세이즈 화재로 소실되었다. 또한 젱크스는 야구 비시즌 동안 포르투갈에서 시간을 보냈는데, 이는 두 번째 아내의 가족과 더 가까이 지내기 위함이었다.

## 질병 및 사망
2025년 2월, 젱크스는 자신이 위 선암 진단을 받았다고 밝혔다.
보비 젱크스는 2025년 7월 4일 포르투갈 신트라에서 44세의 나이로 사망했다.